# Wilhelm von Sternburg
Wilhelm von Sternburg (bürgerl. Wilhelm Speck von Sternburg; * 24. Oktober 1939 in Stolp/Pommern) ist ein deutscher Journalist und Autor.

## Leben
Wilhelm von Sternburg wurde 1939 in Stolp (Pommern) geboren und wuchs ab 1947 in Wiesbaden auf. Nach dem Abitur studierte er Volkswirtschaft (Diplom-Volkswirt) und Geschichte. Gleichzeitig absolvierte er eine kaufmännische Lehre. Nach einem Zeitungsvolontariat beim Wiesbadener Kurier arbeitete er 30 Jahre in verschiedenen Zeitungsredaktionen, bei Hörfunk und Fernsehen. Zuletzt war er Fernseh-Chefredakteur beim Hessischen Rundfunk in Frankfurt am Main.
Seit 1993 ist Sternburg als freier Schriftsteller und Publizist tätig. Neben zahlreichen Essays und Artikeln für verschiedene Zeitschriften und Zeitungen, Rundfunk-Kommentaren und Hörfunk-Features veröffentlichte er Biografien über Politiker, Publizisten und Schriftsteller, sowie  zur Geschichte des 19. und 20. Jahrhunderts. Für die ARD drehte er Filmdokumentationen, die sich mit Schriftsteller-Biografien und historisch-politischen Ereignissen beschäftigen. Sternburg ist Mitglied des PEN-Zentrums Deutschland.

## Werke (Auswahl)
als Autor
- Unser schönes Hessen. Land der Mitte. Umschau Verlag, Frankfurt am Main 1986, ISBN 3-524-63037-5.
- Gustav Stresemann. Anton Hain Verlag, Frankfurt am Main 1990, ISBN 3-445-06015-0.
- Fall und Aufstieg der deutschen Nation. Nachdenken über einen Massenrausch. S. Fischer Verlag, Frankfurt am Main 1993, ISBN 3-10-075108-6.
- Warum wir? Die Deutschen und der Holocaust. Aufbau Taschenbuchverlag, Berlin 1996, ISBN 3-7466-8506-0.
- „Als wäre alles das letzte Mal“. Erich Maria Remarque; eine Biographie. Kiepenheuer & Witsch Verlag, Köln 2000, ISBN 3-462-02917-7 (KiWi; 581).
- „Um Deutschland geht es uns“. Arnold Zweig; die Biographie. Aufbau Verlag, Berlin 1998, ISBN 3-351-03440-7.
- Deutsche Republiken. Scheitern und Triumph der Demokratie. Bertelsmann Verlag, München 1999, ISBN 3-570-12266-2.
- Lion Feuchtwanger. Ein deutsches Schriftstellerleben. Aufbau Verlag, Berlin 1999, ISBN 3-7466-1416-3.
- „Es ist eine unheimliche Stimmung in Deutschland“. Carl von Ossietzky; ein biographischer Bericht. Aufbau Taschenbuchverlag, Berlin 2000, ISBN 3-7466-1658-1.
- Als Metternich die Zeit anhalten wollte. Unser langer Weg in die Moderne. Bertelsmann Verlag, München 2003, ISBN 3-570-00486-4.
- Kurze Geschichte des Nationalsozialismus. Cornelsen Scriptor Verlag, Berlin 2003, ISBN 3-589-21797-9.
- Adenauer. Eine deutsche Legende. Aufbau Taschenbuchverlag, Berlin 2005, ISBN 3-7466-1714-6.
- Die Geschichte der Deutschen. Campus Verlag, Frankfurt am Main 2005, ISBN 3-593-37100-6.
- Joseph Roth. Kiepenheuer & Witsch, Köln 2009, ISBN 978-3-462-05555-9.
- Gotthold Ephraim Lessing. Rowohlt Verlag, Reinbek 2010, ISBN 978-3-499-50711-3 (Rowohlts Monographien).
- Anna Seghers. Leinpfad Verlag, Ingelheim am Rhein 2010, ISBN 978-3-942291-01-9.
- Artur Schwörer. Ein Porträt. Passage Verlag. Leipzig 2017
- Über Geist und Macht. Dreißig Porträts aus Literatur und Politik, Quintus-Verlag, Berlin 2018, ISBN 978-3-947215-23-2.
- Ludwig Landmann. Ein Porträt.  S.Fischer Verlag, Frankfurt am Main 2019, ISBN 978-3-10-397484-3.
- Der Kaufmann und der Zar. Maximilian Speck aus Leipzig trifft Alexander I. Passage Verlag, Leipzig 2022, ISBN 978-3-95415-123-3.

als Herausgeber
- Arnold Zweig. Materialien zu Leben und Werk. Fischer Taschenbuchverlag, Frankfurt am Main 1987, ISBN 3-596-26876-1.
- Lion Feuchtwanger. Materialien zu Leben und Werk. Fischer Taschenbuchverlag, Frankfurt am Main 1989, ISBN 3-596-26886-9.
- Geteilte Ansichten über eine vereinigte Nation. Ein Buch über Deutschland. Bastei Lübbe Verlag, Bergisch Gladbach 1993, ISBN 3-404-60329-X.
- „Stimmen sind da in der Luft – in der Nacht“. Geschichte der Deutschen in Erzählungen 1871–1945. Luchterhand Literaturverlag, Hamburg 1992, ISBN 3-630-86798-7.
- Für eine zivile Republik. Ansichten über die bedrohte Demokratie in Deutschland. Fischer Taschenbuchverlag, Frankfurt am Main 1992, ISBN 3-596-11829-8.
- Manès Sperber: Anpassung und Widerstand. Über den unvernünftigen und vernünftigen Gebrauch der Vernunft. Europaverlag Wien 1994, ISBN 3-203-51230-0.
- Arnold Zweig: Mal herhören, ALLE! Prosa, Essays, Briefe. Aufbau Taschenbuchverlag, Berlin 1995, ISBN 3-7466-5200-6.
- Tagesthema ARD. Der Streit um das Erste Programm. Fischer-Taschenbuchverlag, Frankfurt am Main 1995, ISBN 3-596-13026-3.
- Die deutschen Kanzler. Von Bismarck bis Merkel. Aufbau Taschenbuchverlag, Berlin 2006, ISBN 3-7466-8144-8.

## Filme
- Narrenweisheit oder Das Leben des Lion Feuchtwanger. Hessischer Rundfunk 1984.
- „Wer das Recht verlässt ist selbst erledigt“. Arnold Zweig. Hessischer Rundfunk 1987.
- Zum Tode von Eugen Kogon. Hessischer Rundfunk 1987.
- „Als wäre alles das letzte Mal“. Erich Maria Remarque zum 100. Geburtstag. Westdeutscher Rundfunk 1998.
- „Ich bin in die Eiszeit geraten“. Anna Seghers zum 100. Geburtstag. Westdeutscher Rundfunk 2000.
- Heinrich Böll. Ein anderer Deutscher. Westdeutscher Rundfunk 2005.
- Geliebt und zensiert. Wie der WDR senden lernte. Westdeutscher Rundfunk 2006.
- 1938 – Jahr der Täuschungen. Westdeutscher Rundfunk 2008.